# Inmortal (álbum de WarCry)
Inmortal es el octavo álbum de estudio de la banda de heavy metal asturiana WarCry. Fue lanzado el 9 de septiembre de 2013 con un contenido de diez canciones.

## Listado de canciones
1. Quiero Oírte - 5:12
2. Venganza - 3:48
3. La Maldición del Templario - 4:47
4. Siempre - 4:18
5. Huelo el Miedo - 5:09
6. Si te vas - 3:40
7. La elección - 4:20
8. Keops - 8:02
9. Como un mago - 5:00
10. Mi Tierra - 4:16

## Banda
- Víctor García - vocalista
- Pablo García - guitarrista
- Roberto García - bajo
- Rafael Yugueros - batería
- Santi Novoa - teclados

- Datos: Q16578868